# Roel Brouwers
Roel Brouwers (Heerlen, 28 novembre 1981) è un ex calciatore olandese, di ruolo difensore.

## Caratteristiche tecniche
È un difensore centrale.

## Biografia
Esordisce nel 2001 col Roda JC in cui gioca fino al 2005, anno in cui si trasferisce in Germania al SC Paderborn, squadra di Zweite Bundesliga. Disputa due stagioni molto positive al termine delle quali viene acquistato dalla nobile retrocessa Borussia Mönchengladbach, fortemente voluto dal suo ex allenatore Jos Luhukay ora tecnico dei Puledri. Diventa titolare inamovibile e disputa un buon girone d'andata, ma a gennaio 2008 subisce un grave infortunio al ginocchio durante il ritiro invernale che lo terrà lontano dai campi per diversi mesi.

## Palmarès

### Club

#### Competizioni nazionali
- Campionato tedesco di seconda divisione: 1

Borussia Mönchengladbach: 2007-2008